# Aleksander Barkov
Pour les articles homonymes, voir Barkov.
Aleksander Barkov ou Aleksandr Aleksandrovitch Barkov - en russe : Александр Александрович Барков - (né le 2 septembre 1995 à Tampere en Finlande) est un joueur professionnel finlando-russe de hockey sur glace. Il joue depuis 2013 en Ligue nationale de hockey avec les Panthers de la Floride. Il évolue au poste d'attaquant. Il est le fils du joueur professionnel Aleksandr Barkov.

## Biographie

### Carrière de joueur
Formé au Tappara où son père Aleksandr jouait, il commence sa carrière dans la SM-liiga avec l'équipe première le 1er octobre 2011. Il devient alors le deuxième plus jeune joueur de la ligue après Jesse Joensuu de l'Ässät (15 ans). Il inscrit lors de ce match son premier point, une assistance, le record du championnat finlandais. Trois jours plus tard, il marque son premier but face à l'Ässät devenant à seize ans, un mois et deux jours, le plus jeune buteur de l'histoire du championnat de Finlande. Il est sélectionné par le Lokomotiv Iaroslavl en deuxième position lors du repêchage d'entrée dans la KHL 2012. Il est choisi en deuxième position par les Panthers de la Floride lors du repêchage d'entrée dans la LNH 2013.
Il marque son premier but dans la Ligue nationale de hockey avec les Panthers le 3 octobre 2013 contre les Stars de Dallas. En 2018, il est nommé capitaine des Panthers. Il remporte la Coupe Stanley 2024 avec les Panthers de la Floride.

### Carrière internationale
Il représente la Finlande en sélections jeunes. Le 2 janvier 2012, à seize ans et quatre mois, il devient le deuxième plus jeune joueur de l'histoire à marquer un but lors d'un Championnat du monde junior après le Kazakh Viktor Aleksandrov. La Finlande l'emporte sur la Slovaquie 8-5.

## Statistiques

### En club
| Saison     | Équipe                 | Ligue      |     | Saison régulière | Saison régulière | Saison régulière | Saison régulière | Saison régulière |    | Séries éliminatoires | Séries éliminatoires | Séries éliminatoires | Séries éliminatoires | Séries éliminatoires |
| Saison     | Équipe                 | Ligue      | PJ  | B                | A                | Pts              | Pun              | PJ               | B  | A                    | Pts                  | Pun                  |                      |                      |
| 2011       | Tappara                | TE         | 1   | 0                | 0                | 0                | 0                | -                | -  | -                    | -                    | -                    |                      |                      |
| 2011-2012  | Tappara                | SM-Liiga   | 32  | 7                | 9                | 16               | 4                | -                | -  | -                    | -                    | -                    |                      |                      |
| 2012       | Tappara                | TE         | 7   | 3                | 1                | 4                | 4                | 2                | 0  | 0                    | 0                    | 0                    |                      |                      |
| 2012-2013  | Tappara                | SM-Liiga   | 53  | 21               | 27               | 48               | 8                | 5                | 0  | 5                    | 5                    | 2                    |                      |                      |
| 2013-2014  | Panthers de la Floride | LNH        | 54  | 8                | 16               | 24               | 10               | -                | -  | -                    | -                    | -                    |                      |                      |
| 2014-2015  | Panthers de la Floride | LNH        | 71  | 16               | 20               | 36               | 16               | -                | -  | -                    | -                    | -                    |                      |                      |
| 2015-2016  | Panthers de la Floride | LNH        | 66  | 28               | 31               | 59               | 8                | 6                | 2  | 1                    | 3                    | 2                    |                      |                      |
| 2016-2017  | Panthers de la Floride | LNH        | 61  | 21               | 31               | 52               | 10               | -                | -  | -                    | -                    | -                    |                      |                      |
| 2017-2018  | Panthers de la Floride | LNH        | 79  | 27               | 51               | 78               | 14               | -                | -  | -                    | -                    | -                    |                      |                      |
| 2018-2019  | Panthers de la Floride | LNH        | 82  | 35               | 61               | 96               | 8                | -                | -  | -                    | -                    | -                    |                      |                      |
| 2019-2020  | Panthers de la Floride | LNH        | 66  | 20               | 42               | 62               | 18               | 4                | 1  | 3                    | 4                    | 2                    |                      |                      |
| 2020-2021  | Panthers de la Floride | LNH        | 50  | 26               | 32               | 58               | 14               | 6                | 1  | 6                    | 7                    | 2                    |                      |                      |
| 2021-2022  | Panthers de la Floride | LNH        | 67  | 39               | 49               | 88               | 18               | 10               | 2  | 5                    | 7                    | 4                    |                      |                      |
| 2022-2023  | Panthers de la Floride | LNH        | 68  | 23               | 55               | 78               | 8                | 21               | 5  | 11                   | 16                   | 10                   |                      |                      |
| 2023-2024  | Panthers de la Floride | LNH        | 73  | 23               | 57               | 80               | 24               | 24               | 8  | 14                   | 22                   | 8                    |                      |                      |
| Totaux LNH | Totaux LNH             | Totaux LNH | 737 | 266              | 445              | 711              | 148              | 71               | 19 | 40                   | 59                   | 28                   |                      |                      |

### En équipe nationale
| Année | Équipe           | Compétition                  |   | PJ | B | A | Pts | Pun | +/-                     |  | Résultat |
| 2012  | Finlande junior  | Championnat du monde junior  | 7 | 1  | 3 | 4 | 0   | 0   | Quatrième place         |  |          |
| 2012  | Finlande -18 ans | Championnat du monde -18 ans | 7 | 1  | 2 | 3 | 27  | 0   | Quatrième place         |  |          |
| 2013  | Finlande junior  | Championnat du monde junior  | 6 | 3  | 4 | 7 | 6   | +2  | Septième place          |  |          |
| 2014  | Finlande         | Jeux olympiques              | 2 | 0  | 1 | 1 | 2   | +3  | Médaille de bronze      |  |          |
| 2015  | Finlande         | Championnat du monde         | 8 | 4  | 3 | 7 | 4   | +3  | Sixième place           |  |          |
| 2016  | Finlande         | Championnat du monde         | 9 | 3  | 6 | 9 | 2   | +3  | Médaille d'argent       |  |          |
| 2016  | Finlande         | Coupe du monde               | 3 | 0  | 0 | 0 | 0   | -1  | Éliminé au premier tour |  |          |
| 2025  | Finlande         | Confrontation des 4 nations  | 3 | 1  | 1 | 2 | 2   | +1  | Quatrième place         |  |          |

## Trophées et honneurs personnels

### Ligue nationale de hockey
- 2017-2018 : participe au 63e Match des étoiles
- 2018-2019 : remporte le trophée Lady Byng
- 2020-2021 : remporte le trophée Frank-J.-Selke
- 2022-2023 : participe au 67e Match des étoiles
- 2023-2024 : 
  - remporte une seconde fois le trophée Frank-J.-Selke
  - remporte la Coupe Stanley avec les Panthers de la Floride